# کرم‌ها آرماگدون
کرم‌ها آرماگدون (به انگلیسی: Worms Armageddon) یک بازی ویدئویی استراتژی نوبتی است که در سال ۱۹۹۹ توسط تیم۱۷ به عنوان بخشی از سری کرم‌ها ساخته و منتشر شده است. در ابتدا برای سیستم عامل مایکروسافت ویندوز منتشر شد و بعداً به پلی استیشن، دریم کست، نینتندو 64 و گیم بوی کالر منتقل شد. در بازی، بازیکن تیمی متشکل از هشت کرم خاکی را کنترل می‌کند که وظیفه دارند با استفاده از طیف وسیعی از سلاح‌های در اختیار تیم حریف را شکست دهند. بازی بر روی یک تخته دو بعدی قابل تخریب و قابل تنظیم اتفاق می افتد و با گرافیک کارتونی و یک برند طنز منحصر به فرد مشخص می شود.

## منبع
- مشارکت‌کنندگان ویکی‌پدیا. «Worms Armageddon». در دانشنامهٔ ویکی‌پدیای انگلیسی، بازبینی‌شده در ۲۰۲۴-۰۸-۱۲.